# کیارا الیور
کیارا الیور (انگلیسی: Chiara Oliver؛ زادهٔ ۱۱ مارس ۲۰۰۴) خواننده اهل اسپانیا است. وی از سال ۲۰۲۱ میلادی تاکنون مشغول فعالیت بوده است.